# آيت لحسن أو اشعايب (لقصير)
آيت لحسن أو اشعايب هي إحدى مشيخات المملكة المغربية، تتبع جغرافيا لإقليم الحاجب وإداريًا للقصير. يقدر عدد سكانها بـ 5297 نسمة حسب الإحصاء الرسمي للسكان والسكنى لسنة 2004.